# César Maluco
César Augusto da Silva Lemos, detto César Maluco (Niterói, 17 maggio 1945), è un ex calciatore brasiliano, di ruolo attaccante. Soprannominato maluco (pazzo) per via della sua indole irriverente e ribelle, sia dentro che fuori dal campo, fu uno dei maggiori idoli della tifoseria del Palmeiras, squadra di cui è il secondo miglior marcatore di sempre.

## Caratteristiche tecniche
Giocava come attaccante, più precisamente come centravanti di sfondamento.

## Carriera

### Club
Iniziò nel settore giovanile del Flamengo, debuttando poi nel 1965; trascorse poi tra questo club e il Palmeiras gli anni precedenti al 1968, quando passò in via definitiva a quest'ultima società. Con la squadra dello stato di San Paolo, César Maluco fu campione statale e nazionale, dopo aver vinto il Torneo Roberto Gomes Pedrosa, antesignano del campionato brasiliano di prima divisione. Nel 1975 lasciò il Palmeiras, dopo avervi accumulato 324 presenze e 180 reti complessive, trasferendosi al Corinthians. L'esperienza con i rivali cittadini non fu particolarmente fruttuosa, né come partecipazione, né come numero di marcature, e il giocatore decise di cambiare di nuovo squadra, trasferendosi al Santos, che però non lo fece giocare in campionato. Chiuse così la carriera al Botafogo-SP, disputando il IV Copa Brasil.

### Nazionale
Debuttò in Nazionale brasiliana il 9 giugno 1968 in una partita contro l'Uruguay; dopo altre due amichevoli, nello stesso anno, non fece più apparizioni con la selezione prima del 1974. In occasione dell'imminente campionato del mondo 1974, il Brasile giocò svariate amichevoli di preparazione, in cui la squadra di Zagallo schierò César Maluco come attaccante titolare; durante il Mondiale, però, il calciatore venne rimpiazzato da Mirandinha. Chiusa la manifestazione senza aver giocato neppure un minuto, César Maluco mise fine alla sua carriera internazionale.

## Palmarès

### Club

#### Competizioni nazionali
- Torneo Roberto Gomes Pedrosa: 2

Palmeiras: 1967, 1969
- Campionato paulista: 2

Palmeiras: 1972, 1974
- Campionato brasiliano: 2

Palmeiras: 1972, 1973

### Individuale
- Capocannoniere del Torneo Roberto Gomes Pedrosa: 1

1967 (15 gol)
- Capocannoniere del Campionato Paulista: 1

1971 (18 gol)